# Pedrinho (ur. 1957)
Pedro Luis Vicençote lepiej znany jako Pedrinho (ur. 22 października 1957 w Santo Andrè, Brazylia) brazylijski piłkarz grający na pozycji obrońcy.
W reprezentacji Brazylii w latach 1979-1983 rozegrał 13 meczów. Był członkiem kadry na Mistrzostwa Świata w 1982.

## Kariera piłkarska
- SE Palmeiras 1977-1981
- CR Vasco da Gama 1981-1983
- Calcio Catania 1983-1985
- CR Vasco da Gama 1986
- Bangu AC 1987-1988